# U-Bahnhof Sierichstraße

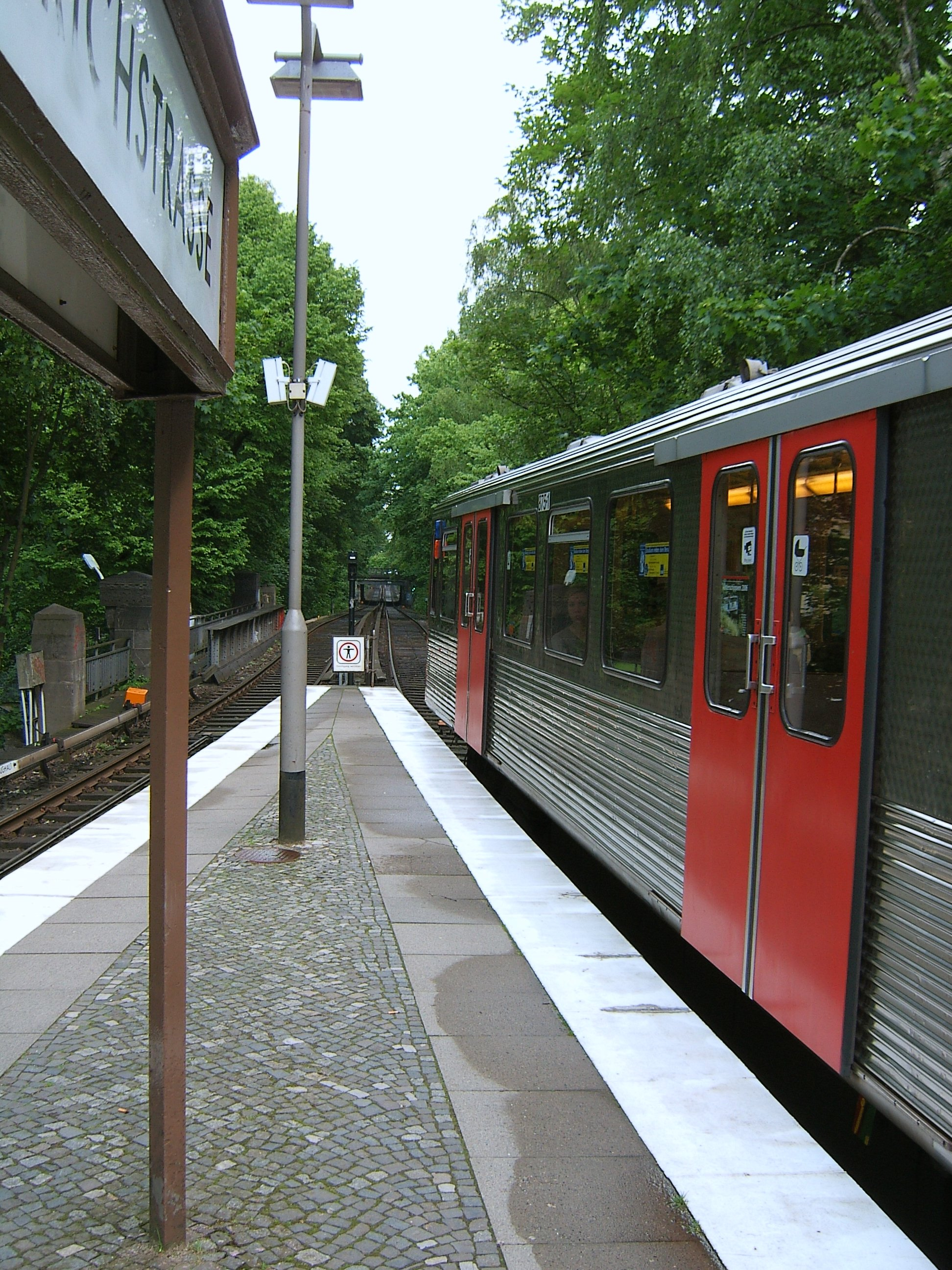
Bahnsteigverlängerung

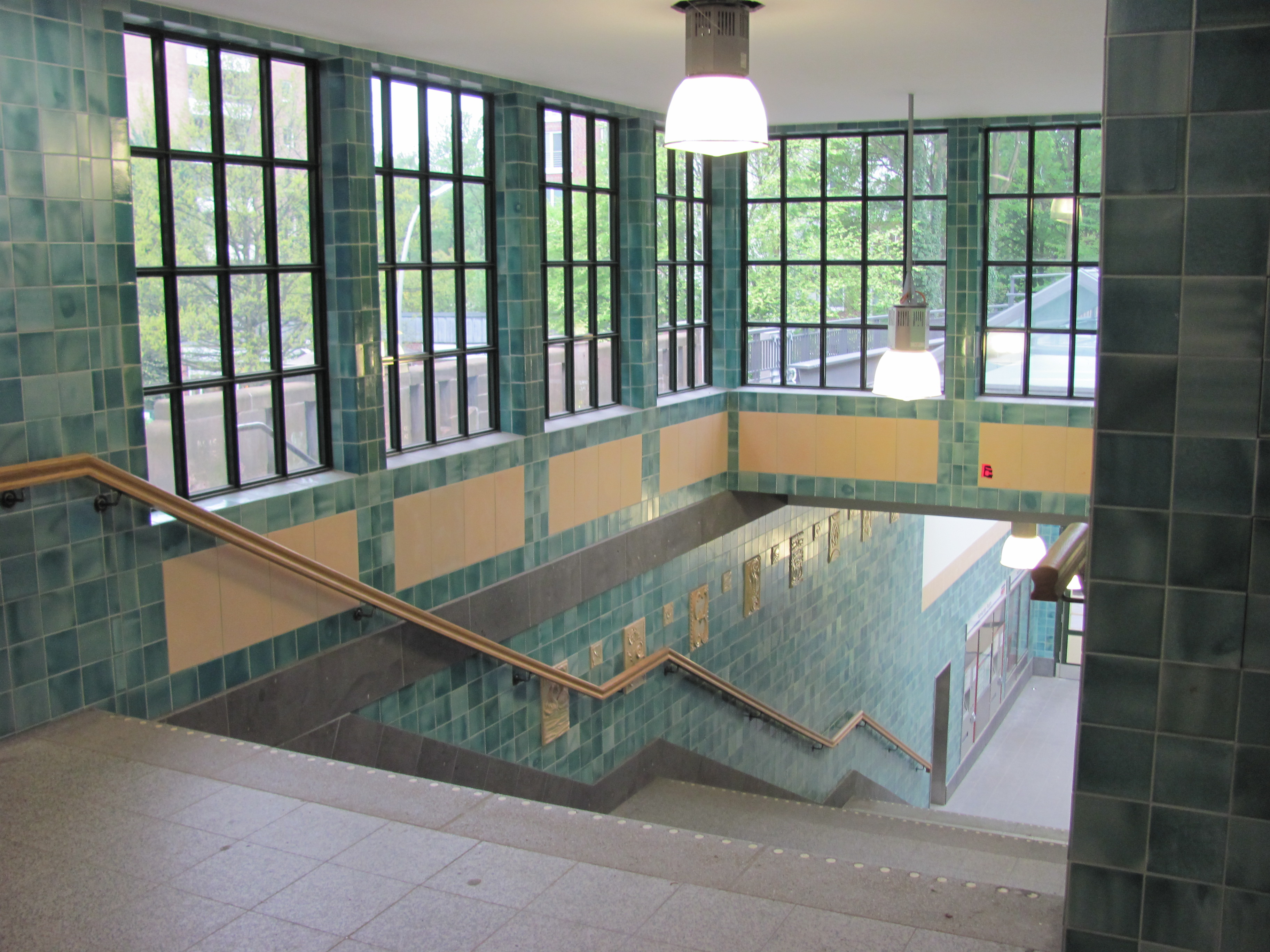
Renoviertes Treppenhaus mit Wandornamenten

Der U-Bahnhof Sierichstraße ist eine Haltestelle der Hamburger U-Bahn-Linie U3 im Stadtteil Winterhude. Das Kürzel der Station bei der Betreiber-Gesellschaft Hamburger Hochbahn lautet „SI“. Der U-Bahnhof hat täglich 6.832 Ein- und Aussteiger (Mo–Fr, 2019).

## Aufbau
Die Haltestelle liegt zwischen der namensgebenden Sierichstraße und der Dorotheenstraße im Hamburger Stadtteil Winterhude. Beide Straßenzüge werden von der U-Bahn-Trasse hier in Hochlage gekreuzt. Entsprechend liegt auch der etwa 90 Meter lange Mittelbahnsteig der Haltestelle in Dammlage. Der einzige Ausgang liegt am Westende, die feste Treppe führt in eine kleine Vorhalle an der Sierichstraße. Die in der Dorotheenstraße haltenden Stadtbusse können daher nur über einen kurzen Fußweg durch die südlich angrenzende Greflingerstraße erreicht werden. Der Bahnsteig ist mit Kleinpflaster belegt und verjüngt sich zum Ostende hin.

## Geschichte

U-Bahnhof Sierichstraße 1912, Entwurf: Raabe & Wöhlecke

Der U-Bahnhof Sierichstraße gehört zu den ältesten Stationen der Hamburger U-Bahn, er wurde nach Plänen von Raabe & Wöhlecke erbaut und am 10. Mai 1912 eröffnet. In den Jahren 1925/26 wurde der Bahnsteig auf die heutigen Ausmaße verlängert, so dass seitdem auch 6-Wagen-Züge hier halten können.
In der Spätphase des Zweiten Weltkriegs wurde das Treppenhaus schwer beschädigt, nach Kriegsende konnten hier erst im Oktober 1945 wieder Züge halten. Im Jahr 1954 wurde der Gebäuderest des Treppenhauses durch einen schlichten Neubau ersetzt.
Insgesamt zeigt sich die Haltestelle heute noch in einem ursprünglichen, aber gepflegten Zustand. Dazu zählt das Kleinpflaster als Bodenbelag auf dem Bahnsteig, der noch immer vorhandene Unterstand für die einst eingesetzten Haltestellenwärter, die Holz-Sitzbänke oder auch einige emaillierte Haltestellenschilder, die als einzige der Hamburger U-Bahn noch in weißer Schrift auf schwarzem Grund erhalten sind. Diese Art der Beschilderung war noch bis in die 1980er Jahre auf vielen älteren Stationen üblich.
Im August 2012 gab es eine längere Streckensperrung. Anlass war die Erneuerung der Strecke zwischen Kellinghusenstraße und Barmbek. Im Bereich der Haltestelle wurden die Brücken über der Sierichstraße durch Neubauten ersetzt und die Brücke über die Dorotheenstraße überholt. Hierbei wurde, was die Haltestelle betrifft, der gesamte Bahnsteig überarbeitet, behielt aber sein charakteristisches Kleinpflaster und auch das alte Haltestellenwärter-Häuschen. Ebenso sind die sechs noch erhaltenen Negativ-Schilder „Sierichstraße“ erhalten geblieben. Sie waren während der Bauarbeiten eingelagert. Neugestaltet wurde die Treppen- und Zugangshalle. Hier stützte man sich auf noch erhaltene Zeichnungen von 1912, nach denen die Halle verfliest war. Diese Halle wurde im Krieg zerstört und wesentlich vereinfacht 1954 wiederaufgebaut. Das offene Mauerwerk wurde verputzt und mit handgearbeiteten Fliesen verblendet. Die Fliesen und auch die Ornamente wurden von Hans Kuretzky angefertigt. Bestimmte Kacheln haben Adolph Sierich zum Thema.

## Weiteres
Bis Mitte der 2020er Jahre sollen alle Hamburger U-Bahnhöfe barrierefrei erreichbar sein. Für die Station Sierichstraße zeigte sich in einer Machbarkeitsstudie, dass ein sinnvoller und denkmalgerechter Einbau eines Aufzuges nur in Verbindung mit einem weiteren Zugang zum Bahnsteig am Ostende, also zur Dorotheenstraße hin, möglich ist. Entsprechende Entwurfsplanungen hätten 2021 beginnen sollen. Die Realisierung des barrierefreien Ausbaus ist für die Jahre 2024/2025 vorgesehen.
Der Bahnhof ist Teil des unter Denkmalschutz stehenden Ensembles „U-Bahnhof Sierichstraße 130 und Trasse der U 3 samt Straßenbrücken über die Sierichstraße, die Dorotheenstraße und die Maria-Louisen-Straße“.
| Linie | Verlauf |
| ----- | --- |
| U 3   | Barmbek – Saarlandstraße – Borgweg (Stadtpark) – Sierichstraße – Kellinghusenstraße – Eppendorfer Baum – Hoheluftbrücke – Schlump – Sternschanze – Feldstraße (Heiligengeistfeld) – St. Pauli – Landungsbrücken – Baumwall (Elbphilharmonie) – Rödingsmarkt – Rathaus – Mönckebergstraße – Hauptbahnhof Süd – Berliner Tor – Lübecker Straße – Uhlandstraße – Mundsburg – Hamburger Straße – Dehnhaide – Barmbek – (in Planung Fuhlsbüttler Straße –) Habichtstraße – Wandsbek-Gartenstadt |